# Avinguda Pavao Šubić

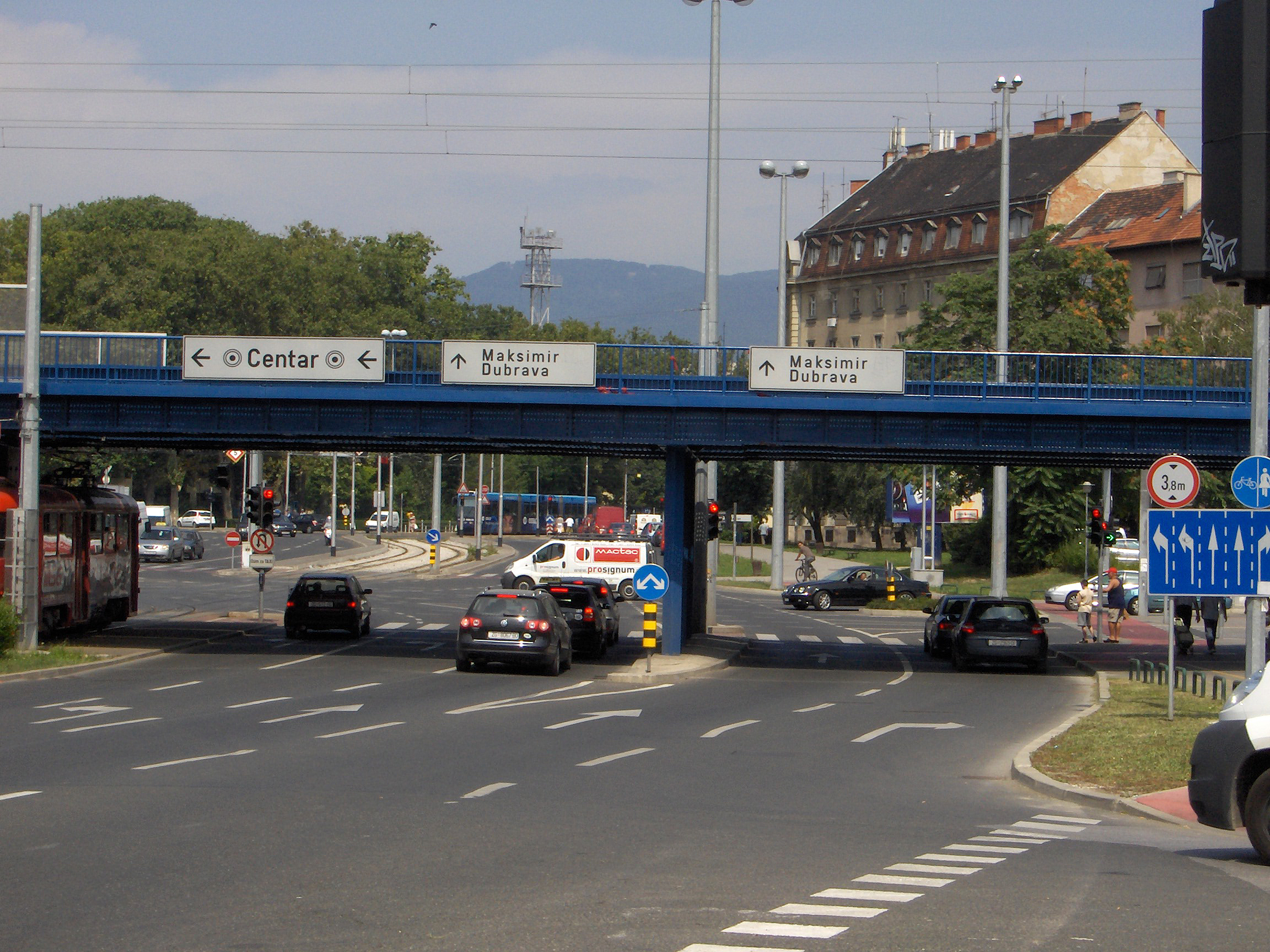
Acabament sud de Šubićeva mirant cap al nord a la plaça Pere Krešimir IV. S'hi pot veure un pont ferroviari.

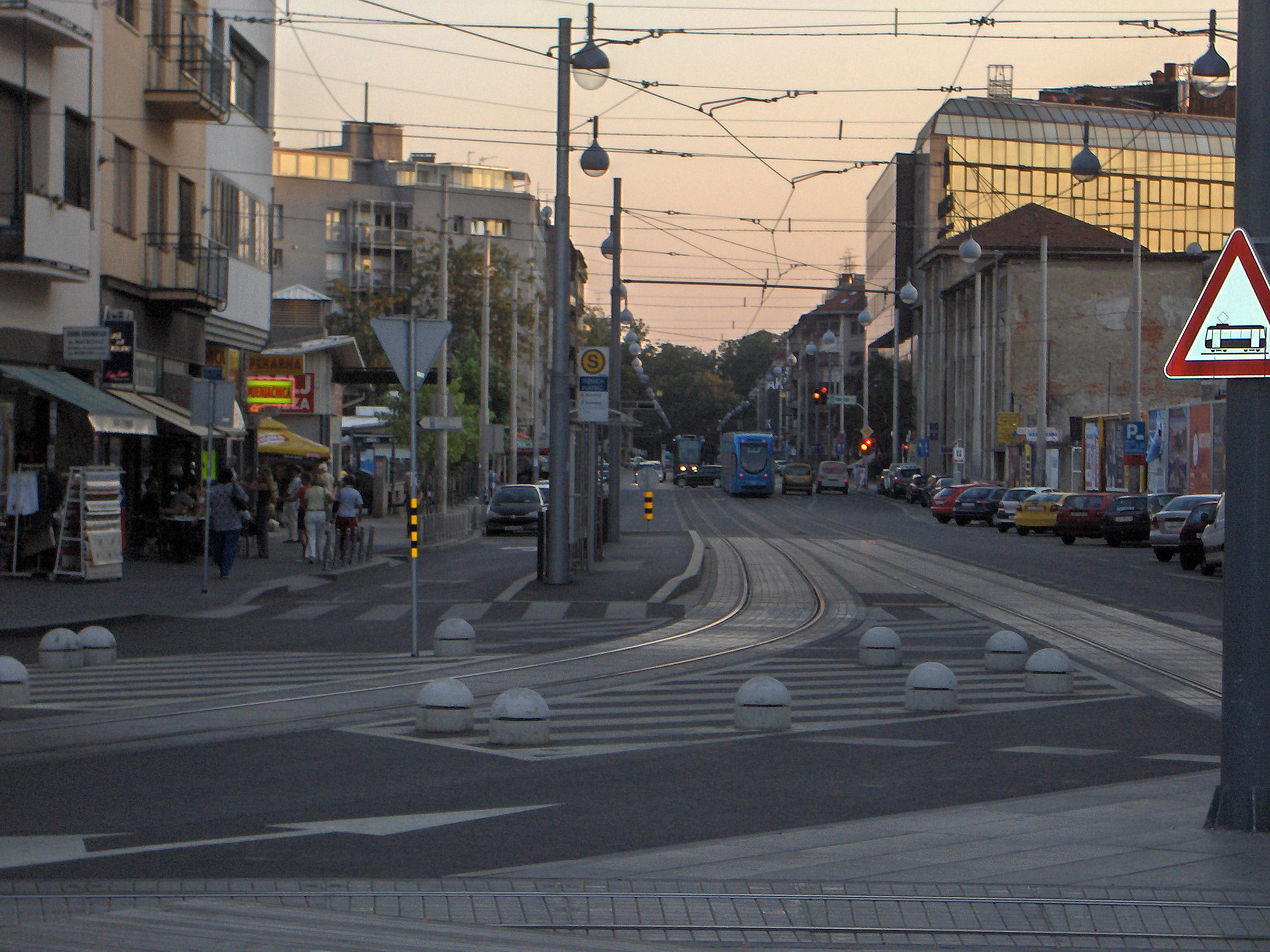
Acabament nord de Šubićeva mirant cap al sud des de la plaça Eugen Kvaternik.

L'avinguda Pavao Šubić (en croat: Avenija Pavla Šubića, coneguda popularment com a Šubićeva) és una avinguda a Zagreb (Croàcia). Connecta la plaça Eugen Kvaternik amb la plaça Pere Krešimir IV. Actua com a frontera entre els districtes urbans de Maksimir i Peščenica. L'avinguda Pavao Šubić té quatre carrils en tota la seva longitud amb vies de tramvia entre la calçada. A causa de les vies del tramvia, alguns girs a l'esquerra estan interdits en algunes interseccions. L'avinguda intersecta amb l'avinguda Vjekoslav Heinzel i el carrer Maksimirska a la plaça Kvaternik, carrer Zvonimirova, i l'avinguda Branimirova a la plaça Pere Krešimir IV. Quan travessa la plaça, canvia el nom a avinguda Marin Držić.